# Champgenéteux
Champgenéteux è un comune francese di 599 abitanti situato nel dipartimento della Mayenne nella regione dei Paesi della Loira.

## Società

### Evoluzione demografica
Abitanti censiti